# Мятеж Глинских
Мяте́ж Гли́нских — выступление группы князей под руководством Михаила Львовича Глинского в 1508 году, ставшее итогом борьбы за власть между двумя группировками знати в Великом княжестве Литовском в последние годы княжения и после смерти Александра. Под влиянием слухов, распространяемых личным врагом Глинского Яном Заберезинским, новый великий князь литовский Сигизмунд I отстранил Глинского от занимаемых должностей. Потерпев неудачу в попытке мирного возвращения прежнего положения при дворе, Глинский и его сторонники, преимущественно родственники, подняли мятеж. Спустя некоторое время мятежники перешли на службу к великому князю московскому Василию III, тем самым изменив суть выступления, превратив его в часть русско-литовской войны 1507—1508 годов. Общий неуспех действий мятежников и московских войск привёл к тому, что согласно мирному договору Глинские и их сторонники получили право выехать в Москву со всем движимым имуществом, но их обширные владения в Великом княжестве Литовском были конфискованы.

## Ход событий

### Великое княжество Литовское накануне мятежа
В начале XVI столетия Великое княжество Литовское находилось в тяжёлом положении. В результате войны с Московским государством 1500—1503 годов оно лишилось значительной части своей территории. Кроме того, внутреннее положение Великого княжества Литовского было шатким из-за разногласий по поводу заключения новой унии с Королевством Польским. Согласно акту унии от 1501 года, она должна была быть ратифицирована литовским сеймом, что было использовано её противниками, среди которых был и Михаил Глинский, и даже сам великий князь литовский Александр, для отказа её утверждения на сейме в Бресте в 1505 году. Между тем в Великом княжестве Литовском существовали и сторонники унии, рассчитывающие с её помощью добиться расширения политических прав, так как по акту унии власть монарха сильно ограничивалась и вводилась фактически его избираемость.
В феврале 1507 года сейм в Вильне принял решение о возвращении утраченных в предыдущие войны земель. В марте — апреле того же года литовские послы в ультимативной форме потребовали от великого князя московского вернуть захваченные территории, ожидаемый отказ был использован как предлог для начала новой войны. Впрочем, первой к активным действиям перешла московская сторона, которая, несмотря на промедление со сбором литовского войска, не смогла добиться сколь-либо значительных успехов. Военные действия на первом этапе войны, то есть до вступления в конфликт мятежников, носили достаточно пассивный характер и не принесли желаемого результата ни одной из сторон.

### Причины мятежа
В последние годы правления великого князя Александра князь Михаил Глинский имел значительное влияние при дворе, в 1500—1506 годах занимал важный пост маршалка надворного. Стремительный рост влияния Глинского беспокоил старую литовскую аристократию: Радзивиллов, Кезгайлов, а в особенности Яна Заберезинского, ставшего личным врагом Михаила. Будучи доверенным лицом великого князя, Михаил содействовал возвышению своих родственников, а также некоторых других лиц, что ещё сильнее укрепляло его положение.
Посол германского императора Сигизмунд Герберштейн, подробно изложивший суть мятежа в своих «Записках о московских делах» (немецкая редакция «Записок» содержит гораздо больше подробностей, чем оригинальная латинская), причиной ссоры Михаила с Яном Заберезинским называл то, что бывший трокским воеводой Заберезинский приказал избить слугу Глинского, во второй раз посланного за овсом для королевских лошадей в Троки. Михаил, имевший огромное влияние на великого князя, добился того, что Заберезинский был лишён двух должностей, в том числе воеводской, хотя подобное лишение должностей и не практиковалось. Герберштейн сообщает, что несмотря на последовавшее за этим примирение и то, что за Яном Заберезинским была сохранена его третья должность, последний затаил на Глинского злобу.
Согласно польскому историку Матею Стрыйковскому, жившему во второй половине XVI века, а также летописному своду середины XVI века, известному как Хроника Быховца, конфликт между Глинским и Заберезинским начался после того, как Михаил добился смещения наместника лидского Юрия Ильинича и назначения на его место своего двоюродного брата Андрея Александровича Дрожджа. Юрий Ильинич пожаловался о нарушении своих прав панам-радным, которые, в том числе и Ян Заберезинский, поддержали его и не подтвердили назначение, считая Дрожджа «простым человеком» и основываясь на привилее Александра, изданном им при вступлении на трон и гарантирующем снятие с должности только вместе с лишением герба. Возмущённый непослушанием Александр вызвал панов на брестский сейм, где отдал приказ посадить Ильинича в тюрьму, а панам-раде приказал «не появляться на свои очи». Между тем историки отмечают, что лишение Заберезинского должностей на брестском сейме связано с тем, что он был активным сторонником ратификации унии, которую её противникам удалось сорвать именно на брестском сейме, и что ещё в 1503 году Глинский обвинил Заберезинского в организации покушения на свою жизнь.
6 августа 1506 года Михаил Глинский одержал крупную победу над войском крымского хана под Клецком. После того как 19 августа того же года скончался великий князь Александр, Михаил поддержал избрание новым правителем его младшего брата Сигизмунда. Тем не менее под влиянием распространяемых Заберезинским слухов о том, что князь Глинский развернёт армию на столицу и захватит власть, Сигизмунд лишил Михаила и его братьев (Ивана и Василия) занимаемых постов. Согласно Герберштейну, называющему Михаила Глинского одним из двух особенно знаменитых людей Великого княжества (вторым назван Константин Острожский), после смерти Александра Заберезинский
…обвинил князя Глинского в государственной измене. Он и его друзья отправили также к брату покойного короля … Сигизмунду известие, что князь Михаил добивается-де великого княжения и Сигизмунду следует поторопиться с приездом. Когда герцог Сигизмунд, не отпраздновав, отправился в Литву, князь Михаил выехал ему навстречу с восемьюстами всадниками и признал его своим действительным господином — словом, сделал все, как полагалось. После того как герцог Сигизмунд занял великокняжеский престол, князь Михаил стал добиваться суда и следствия против Заберезинского. Великий герцог отложил дело до прибытия в Краков, так как был теперь избран еще и польским королём. После приезда короля в Краков Михаил опять потребовал суда, но дело под каким-то надуманным предлогом снова отложили до Вильны, чем князь Михаил был чрезвычайно оскорблен…Сигизмунд Герберштейн. Записки о Московии. — Т. 1. — М., 2008. — С. 469.
Михаил Глинский обратился за содействием к чешскому и венгерскому королю и крымскому хану. Владислав II отправил к великому князю Сигизмунду послов с просьбой дать Глинскому «полное удовлетворение», Менгли-Гирей отправил Сигизмунду послание с требованием восстановить Михаила в должности маршалка, а в случае невыполнения угрожал разрывом «братства» (военного союза). В 1507 году польский канцлер Ян Лаский предупредил Михаила, что он никогда не будет в безопасности из-за угрозы со стороны литовской знати. При этом вице-канцлер Мацей Джевицкий утверждал, что Лаский намерено спровоцировал Глинского на восстание. По мнению американского литуаниста Стивена Роуэлла, это имело смысл, если рассматривать действия Лаского как попытку настроить литовскую знать против Сигизмунда в качестве противовеса великокняжеской власти в польской традиции. Впрочем, Джевицкий усматривал влияние Лаского во всех волнениях времён правления Сигизмунда, считая его своеобразным «злым гением». Согласно Герберштейну, возмущённый бездействием короля и великого князя Глинский сказал Сигизмунду, что «совершит такой поступок, о котором со временем пожалеет и он, и сам король».

### Начало мятежа
Михаил Глинский начал распространять в Великом княжестве слухи, что всех православных собираются обратить в католичество, а отказавшихся казнят, хотя при этом сам был католиком. В подтверждение своих слов он ссылался на свидетельство Фёдора Колонтаева, якобы получившего информацию от маршалка Ивана Сапеги (позже Колонтаев под присягой опроверг, что сообщал нечто подобное Глинскому). По мнению историка Михаила Крома, князь Глинский не был искренен в своих заявлениях. Так, оставаясь католиком, в 1509 году в письме императору Максимилиану Глинский сообщал, что предпочитает не объявлять о своей истинной вере, пока не добьётся возвращения прежнего положения при дворе, за что просит у императора, римской церкви и всех католиков прощения.
Воспользовавшись отъездом Сигизмунда на сейм в Краков, Глинский собрал своих «братьев и друзей» и объявил им о своих намерениях. Через шпионов ему удалось узнать, что его враг Ян Заберезинский находится в своём поместье под Гродно. 2 февраля 1508 года Михаил с отрядом в 700 всадников переправился через Неман и окружил поместье, после чего друг Глинского немец Шляйниц ворвался с людьми в дом — Заберезинский был схвачен из постели и обезглавлен по приказу Михаила неким мусульманином. Это и стало началом мятежа.
Разобравшись со своим главным врагом, Глинский, который, по сообщению Стрыйковского, имел две тысячи воинов, разослал отряды по всей Литве, а сам совершил попытку взять Ковенский замок, в котором был заключён хан Большой Орды Ших-Ахмед. Воспользовавшись ситуацией, 21 февраля Сигизмунд отправил крымскому хану письмо, в котором пытался настроить его против Глинского, говоря, что тот планировал освободить Ших-Ахмеда — злейшего врага Менгли-Гирея. После неудачи в Ковно Глинский двинулся в Новогрудок, а после направился к Вильне, но, узнав, что город уже подготовился к обороне, минуя его, возвратился в свою резиденцию Туров.
Находясь в Турове, Михаил вёл переговоры с Сигизмундом, который в это время был в Кракове, и великокняжеской радой в Вильне. Король и великий князь послал в Туров Яна Костевича с обещанием Глинским «всякую управу учинити в их делах с литовскими паны», но те, не доверяя королевскому посланнику, ответили отказом, настаивая на том, чтобы в Туров был прислан один из влиятельнейших литовских панов Альбрехт Гаштольд, которого они будут дожидаться до 12 марта.
Спорным является вопрос о начале контактов Глинского с Москвой. Так, согласно Герберштейну, хроникам Ваповского и Стрыйковского, а также Хронике литовской и жмойтской инициатива начала отношений с великим князем московским Василием III исходила от Глинского, который ещё до убийства Заберезинского направил гонца с письмом к государю. Хроника Деция относит эти события уже ко времени после убийства, в пользу чего говорит и отсутствие упоминания об отношениях Глинского с Москвой в письме Сигизмунда Менгли-Гирею от 21 февраля 1508 года. В своём письме Глинский писал Василию, что если тот даст ему грамоту с подтверждением сохранения всех земель и собственности, то он перейдёт к нему на службу со всеми крепостями, которыми владеет и которыми ещё сумеет овладеть силой оружия или уговорами. Василий III, наслышанный о способностях князя, согласился на предложение Глинского и отправил ответную «составленную как нельзя лучше» грамоту с согласием. Российский историк Михаил Кром, принимая во внимание противоречие источников, датирует приезд в Москву гонца от Михаила мартом 1508 года. Весьма подробно излагающий ход мятежа Русский временник, чей протограф относят к середине XVI века, содержит иную версию начала отношений Глинского с Москвой и указывает на то, что они были инициированы не Михаилом, а Василием III. Это источник сообщает о приезде к Глинским московского посла Мити Губы Моклокова с грамотой с приглашением на службу к Василию со своими вотчинами. Братья Львовичи, не дождавшись ответа от Сигизмунда, отправили с московским послом своего человека Ивана Приежжего с грамотами, чтобы «государь пожаловал, к собе их в службу взял, а за них бы и за их вотчины стоял».

### Переход на московскую службу
Отправив послов, Глинские выступили на Мозырь, наместник которого Якуб Ивашинцов, двоюродный брат Михаила Глинского, сдал город без всякого сопротивления. Согласно Бернарду Ваповскому, в Мозыре Михаил Глинский был торжественно встречен православным духовенством.
В это время к Глинским прибыл крымский посол Хозяш-мирза с предложением перейти на службу к Менгли-Гирею, за что тот обещал князьям Киев с окрестными землями. Глинские отвергли это предложение, вероятно, вследствие того, что Моклоков уже привёз из Москвы ответ Василия III. Великий князь принимал Глинских на службу, обещал передать им все города, которые будут взяты в Литве, и извещал о присылке на помощь Василия Шемячича и своих воевод Ивана Одоевского, Андрея и Семёна Трубецких, Ивана Репню, Ивана Воротынского, Андрея Сабурова, Александра Оленку и «иных своих многих воевод со многими людьми». Глинские со своими сторонниками, большинство из которых были их родичами или служили им, приняли присягу (целовали крест) перед Моклоковым Василию III. Переход Глинских на службу к Василию III превратил мятеж из внутрилитовского дела в эпизод русско-литовской войны 1507—1508 годов, что, вероятно, казалось в Москве удачным поворотом и открывало заманчивые перспективы, так как до этого война шла не совсем удачно.
Совершенно противоречивы известия о ходе мятежа после сдачи Мозыря. Согласно Михаилу Крому, сведения более ранних и более поздних источников кардинально разнятся. Он признаёт достоверными описания событий весны — лета 1508 года, содержащиеся в хрониках Деция и Ваповского, в Русском временнике и посланиях Сигизмунда I и Михаила Глинского. Согласно этим источникам, отряды мятежников не взяли ни одного города, кроме Мозыря, в то время как в более поздних источниках: хрониках Мацея Стрыйковского, Мартина и Иоахима Бельских, а также поздних белорусско-литовских летописях — Глинскому приписывается взятие Турова, Орши, Кричева и Гомеля. При этом Туров изначально был владением Михаила Глинского, а Гомель с 1500 года принадлежал великому князю московскому.
Согласно Стрыйковскому, в то время как Михаил брал Клецк и Гомель, на Киевщине действовал его брат Василий. Он якобы осадил Житомир и Овруч, которые так и не взял, а также уговаривал местную православную знать перейти на сторону Михаила, обещая, что тот, став великим князем, возродит «монархию киевскую». Из других источников известно лишь, что отряды мятежников были на Киевщине — об этом свидетельствует челобитная Льва Тишкевича от 7 июня 1508 года, в которой он жалуется королю и великому князю на разорение своего имения около Киева Глинским.
В июне 1508 года с разных направлений стали подходить московские войска. 11 июня Михаил Глинский двинулся из-под Клецка на Минск, куда ещё ранее был отправлен отряд Дмитрия Жижемского. В это же время со стороны Бобруйска к Минску подошли войска Василия Шемячича. Началась совместная осада города, которая длилась две недели и закончилась неудачей, хотя в своём письме к Василию III Михаил писал, что гарнизон города составлял «только тридцать жолнеров [солдат], а люди были… на городе велми малые». После неудачи в Минске Михаил Глинский двинулся к Борисову, где действовал вплоть до подхода правительственных войск.
Отряды Михаила Глинского действовали на обширных территориях, известно, что они доходили до Вильны и Новогрудка, где объединялись с московскими отрядами князей Андрея Трубецкого и Андрея Лукомского. В то же время государственные войска никак не противодействовали мятежникам, ходили только слухи, что «што дей панове были в Лиде и поехали к Новугородку, а корол деи… з ляхов выехал к Берестью».
12 июня на Слуцк были посланы войска князя Андрея Дрожджа. Согласно Стрыйковскому, Слуцк осаждал сам Михаил Глинский, который, будучи неженатым, намеревался вынудить вдову княгиню Анастасию выйти за него замуж, что позволило бы ему претендовать на создание «Киевской монархии», так как князья слуцкие происходили от киевского князя Олельки Владимировича. Не взяв Слуцк, Андрей Дрождж двинулся на Копыль, который также осадил, но город не взял.
Одним из немногих успехов Глинских был переход на их сторону князей Друцких, осаждённых в своём городе. Из Друцка войска Шемятича и Глинского, а также Даниила Щени отошли к Орше, которую обстреляли из пушек, но «не учинили городу зла никоторого». В середине июля к Орше подошло правительственное войско (15—16 тысяч человек) под руководством Острожского — войска стояли друг против друга с 13 по 22 июля, но так и не решились вступить в битву. Сняв осаду Орши, московские войска отошли к Мстиславлю, где разорили окрестности, а оттуда к двинулись к Вязьме. Глинский со своими сторонниками отступил в принадлежавший великому князю московскому Стародуб.

### Затухание и итоги мятежа
Из Стародуба Глинские двинулись в Почеп, где Михаил оставил своих людей и казну с князьями Дмитрием Жижемским, Иваном Озеретским и Андреем Лукомским, а сам отправился к великому князю в Москву, где рассчитывал договориться с Василием III о военной поддержке. Великий князь московский пожаловал Глинскому Малоярославец, Медынь и сёла под Москвой, а также другие подарки, после чего отпустил в его земли, дав в поддержку воеводу Василия Несвицкого «с людьми да и пищалников многих».
Вернувшись в Мозырь, Михаил намеревался продолжить борьбу, но вскоре начались русско-литовские мирные переговоры, которые закончились 8 октября подписанием «вечного мира». Условием мира было возвращение к довоенной ситуации и признание Литвой московских завоеваний предыдущих войн. Князья Глинские со своими сторонниками получили возможность свободно выехать в Москву со своим имуществом. Обширные владения мятежников в Великом княжестве Литовском подлежали конфискации, хотя Сигизмунд I стал раздавать их своим людям ещё в апреле 1508 года, так, например, Туров достался князю Константину Острожскому. В конце 1508 года Михаил перебрался в Москву, где получил Малоярославец в вотчину и Боровск в кормление, Ивану была пожалована Медынь.
По мнению Михаила Крома, сам маршрут мятежа показывает, что у Глинского не было никакого плана ведения боевых действий и он бросался из одной авантюры в другую. События под Минском свидетельствуют, что у Глинского не было и сколь-либо значительной военной силы. Основная цель Глинского — возвращение высокого положения в Великом княжестве Литовском — не была достигнута.

## Участники мятежа
Точное количество войск мятежников и их руководящий состав неизвестны. Стрыйковский отмечал, что в самом начале выступления у Глинских было две тысячи воинов, Хроника литовская и жмойтская называет число в три тысячи всадников.
Из источников известно о 52 участниках мятежа, причём по меньшей мере 26 из них принадлежали к роду Глинских, были их родственниками, слугами или клиентами. Среди лиц, выехавших с Михаилом в Москву, в Русском временнике упоминаются 11 князей, из них пять Глинских (трое Львовичей, а также Дмитрий и Иван) и два Жижемских (Дмитрий и Василий) — родственников Глинских, из неупомянутых — Иван Козловский (согласно источнику, он служил Глинским), Василий Мунча, Иван Озерецкий и Андрей Друцкий. Остальные 18 упомянутых были нетитулованными лицами — в основном, родственниками и слугами Глинских (двоюродные братья Михаила Глинского Андрей и Пётр Александровичи Дрожджи, а также Якуб Ивашинцов; Семён Александров с детьми Михаилом и Борисом, Михаил Гагин, дьяк Никольский, братья Пётр и Фёдор Фурсы, Иван Матов, Святоша, Деменя, Измайло Туров, Воин Яцкович, а также трое Крижиных, служивших Михаилу Глинскому). Согласно Александру Зимину, большинство из них вошли в состав особой корпорации, получившей название «литвы дворовой».

## Оценка в историографии
В историографии оценка событий 1508 года носит противоречивый характер. В исторической литературе существует значительная полемика между различными подходами к пониманию как сути проходившего процесса, так и отдельных фактов. Историки конца XIX — начала XX веков Владимир Антонович, Матвей Любавский, Михаил Грушевский и Митрофан Довнар-Запольский, хотя и указывали на ограниченный характер восстания Глинских, характеризовали его как борьбу «русского» и «литовского» начал в Великом княжестве Литовском, выраженную также и борьбой православных против насаждения католичества. Афанасий Ярушевич рассматривал события 1508 года как «великое брожение народной массы» и как «общерусское дело», что вызвало серьёзные возражения со стороны Любавского. В то же время, польские историки Людвик Финкель, Оскар Галецкий, Людвик Коланковский, а также русский историк Александр Пресняков отрицали этнический, а также религиозный характер движения, расценивая действия Михаила Глинского как авантюру, поддержанную лишь лично зависимыми от него людьми.
В советской историографии возобладала концепция, выдвинутая историком Анатолием Кузнецовым и в основных позициях повторяющая подход Ярушевича. В рамках этой концепции мятеж Глинских рассматривается как «восстание народных масс», направленное на освобождение русского населения из-под власти католической Литвы. Видный советский историк Александр Зимин, хотя и придерживался этого подхода, внёс в него существенные коррективы. Зимин полагал, что хотя население и сочувствовало идее восстания, «княжата не захотели использовать народное движение белорусов и украинцев за воссоединение с Россией», и это привело к неудаче восстания. Борис Флоря отмечал, что население не поддержало восстание, как и в целом объединительную политику Русского государства в XVI веке, потому что феодалы преследовали собственные интересы и заняли по существу «антинациональную позицию».
После распада Советского Союза ситуация снова изменилась. Уже в 1992 году была издана работа Михаила Крома, в которой полностью отвергается концепция Ярушевича — Кузнецова. Так, Кром расценивает мятеж Глинского как безусловную авантюру, вызванную стремлением Львовичей вернуть себе утраченное положение. Он приходит к выводу, что большинство православных князей вполне устраивало положение в Великом княжестве Литовском и они не стремились к обособлению. Как замечает историк, в ранних источниках национальная или религиозная окраска событий 1508 года отсутствует. Такая окраска появляется в поздних сочинениях 60—90-х годов XVI века, когда в Великом княжестве Литовском резко обострились межэтнические и межконфессиональные разногласия и произошло переосмысление событий недавнего прошлого, которые приобрели форму противостояния православия и католицизма.
Какая-либо этническая или религиозная подоплёка мятежа отвергается и британским литуанистом Стивеном Роуэллом, также указывающим на то, что сторонниками Глинского были лишь его родственники и клиенты, а сама акция была авантюрой в том смысле, что какого-либо плана мятежа не существовало, а конкретные действия имели различные цели. При этом Глинский выступал не против монарха, подданным которого продолжал считать себя и во время мятежа, а непосредственно против Заберезинского и его сторонников.
Польский историк Ян Тенговский видит причины восстания в отсутствии родственных связей Глинских с руководящей элитой государства в лице Радзивилла, Заберезинского, Кишки и Кезгайло, ставшем причиной разногласия Михаила с Яном Заберезинским и великокняжеской радой в целом.
К подобным выводам приходит и белорусский историк Макар Шнип, автор ряда работ о мятеже Глинских, в 2009 году защитивший по этой теме кандидатскую диссертацию. По его мнению, в начале XVI века в Великом княжестве Литовском не существовало политических группировок, сформированных по этноконфессиональному признаку, а причинами выступления стали противостояние Михаила Глинского с Яном Заберезинским, основанное на расхождении по экономическим и политическим вопросам, а также нежелание великого князя Сигизмунда решить дело Глинского в суде и лишение князей Львовичей занимаемых ими должностей. Само выступление автор расценивает как стихийное, направленное на достижение личных целей Глинских и не имевшее конкретной общественно-политической идеи.